# Marco D'Amore
Marco D'Amore, né le 12 juin 1981 à Caserte en Campanie, est un acteur et réalisateur italien, notamment connu pour son rôle du mafioso Ciro Di Marzio dans la série italienne Gomorra.

## Biographie
Marco D'Amore grandit à Caserte, dans la banlieue nord de Naples.
Son grand-père, Ciro Capezzone, a joué avec Nino Taranto et dans certains films de Nanni Loy et de Francesco Rosi.
En 2000, il passe une audition et rejoint le casting de la série Le avventure di Pinocchio (Les Aventures de Pinocchio), produite par la compagnie Théâtres unis Toni Servillo, réalisé par Andrea Renzi. En 2002, il passe les sélections pour l'École d'art dramatique Paolo Grassi de Milan, où il est diplômé en 2004. S'ensuivent diverses expériences théâtrales, parmi lesquelles une avec la compagnie d'Elena Bucci et de Marco Sgrosso Le Belle Bandiere et  la trilogie de La Villégiature avec Toni Servillo. En 2005, avec Francesco Ghiaccio, il fonde la compagnie de théâtre et de production cinématographique La Piccola Società avec laquelle, au fil des ans, il a produit, réalisé et joué dans quatre pièces (Solita formula, Il figlio di Amleto, L’albero e L'acquario) et deux courts-métrages (Gabiano con una sola B et Voci bianche) en compétition au festival du film de Turin.
En 2010, il joue aux côtés de Toni Servillo dans le film Une vie tranquille de Claudio Cupellini.
En 2012, il devient célèbre avec la série télévisée Benvenuti a tavola - Nord vs Sud (it) et en 2014 il connait le grand succès grâce à la série Gomorra.
En 2014, il produit avec sa compagnie le film Un posto sicuro sur le scandale de l'Eternit (du nom de l'une des sociétés leader sur le marché de l'amiante), et figure dans le casting du film Perez., avec Luca Zingaretti et réalisé par Edoardo De Angelis et Alaska avec Elio Germano et réalisé par Claudio Cupellini.
En 2019, il réalise son premier film, L'immortale.

## Filmographie

### Cinéma

#### Acteur
Longs métrages
- 2010 : Une vie tranquille de Claudio Cupellini : Diego, fils du héros Rosario
- 2012 : Love Is All You Need de Susanne Bier : Marco
- 2014 : Perez. d'Edoardo De Angelis
- 2015 : Alaska de Claudio Cupellini : Toni
- 2017 : Brutti e cattivi de Cosimo Gomez
- 2019 : L'immortel de lui-même : Ciro Di Marzio
- 2021 : Security (it) de Peter Chelsom : Roberto Santini

Courts métrages
- 2007 : Gabiano con una sola B de Francesco Ghiaccio

- 2012 : Voci bianche de Francesco Ghiaccio

- 2016 : Uomo in mare de Emanuele Palamara

#### Réalisateur
- 2019 : L'immortel
- 2022 : Napoli magica (it)
- 2024 : Caracas

#### Scénariste
- 2010 : Une vie tranquille de Claudio Cupellini
- 2019 : Dolcissime de Francesco Ghiaccio
- 2019 : L'immortel de lui-même
- 2022 : Napoli magica de lui-même

### Séries télévisées
- 2012 : Benvenuti a tavola - Nord vs Sud de Francesco Miccichè
- 2014 : Gomorra : Ciro Di Marzio

## Récompense
- Rubans d'argent 2020 : meilleur nouveau réalisateur pour L'immortale[1]